# Міжнародний технологічний університет
Міжнародний технологічний університет (англ. International Technological University; ITU) — американський приватний та некомерційний університет, що знаходиться в місті Сан-Хосе, штат Каліфорнія.

## Історія
Міжнародний технологічний університет (ITU) був заснований в 1994 році американським професором китайського походження Шу-Пак Чаном, який до заснування свого навчального закладу працював професором та в.о. декана факультету інженерії в Університеті Санта-Клари. З Університету Санта-Клари Чен звільнився на початку 1992 року, а через два роки заснував ITU.
В 2011 році, після виходу на пенсію засновника університету, Рада членів правління обрала сина Шу-Пак Чана, Яу-Джін Чана, який раніше працював виконавчим віце-президентом університету, президентом ITU. Після спеціального розслідування проведеного Західною асоціацією шкіл та коледжів (англ. WASC), котра займається акредитацією навчальних закладів на території штатів Каліфорнія та Гаваї, Рада членів правління звільнила Чана, і призначила доктора Грегорі О'Брайна новим президентом ITU.
Університет переїхав до свого нинішнього кампусу в центрі міста Сан-Хосе в квітні 2011 року. До цього часу університет знаходився в місті Саннівейл.

## Критика практики зарахування до університету
Американська газета Хроніка вищої освіти (англ. The Chronicle of Higher Education) повідомляла, що на межі банкрутства, ITU почав обіцяти іноземним студентам можливість, у випадку зарахування до університету, відразу після прибуття до США працювати повний робочий день. Університет став дуже популярним на індійських студентських інтернет-форумах, як гарне місце, щоб продовжити наявну студентську візу або отримати роботу. У березні 2011 року заявки на вступ до університету збільшилися до 1500 студентів, 94 % з яких були подані громадянами Індії. Така маніпуляційна політика була піддана критиці.